# Dichromian żelaza(III)
Dichromian żelaza(III), Fe
2(Cr
2O
7)
3 – nieorganiczny związek chemiczny, sól kwasu dichromowego i żelaza na III stopniu utlenienia. Tworzy czerwonobrązowe kryształy, rozpuszczalne w wodzie.